# Horní Slivno
Horní Slivno är en ort i Tjeckien.   Den ligger i regionen Mellersta Böhmen, i den centrala delen av landet, 30 km nordost om huvudstaden Prag. Horní Slivno ligger 297 meter över havet och antalet invånare är 201.
Terrängen runt Horní Slivno är huvudsakligen platt. Horní Slivno ligger uppe på en höjd.Runt Horní Slivno är det ganska tätbefolkat, med 78 invånare per kvadratkilometer. Närmaste större samhälle är Mladá Boleslav, 18,4 km nordost om Horní Slivno. Trakten runt Horní Slivno består till största delen av jordbruksmark.